# Saison 2008 des Orioles de Baltimore
La saison 2008 des Orioles de Baltimore est la 108e saison en Ligue majeure pour cette franchise. Avec 68 victoires pour 93 défaites, les Orioles terminent cinquièmes et derniers de la division Est de la Ligue américaine.

## La saison régulière

### Classement
| Ligue américaine (Division Est) | V  | D  | %     | GB   |
| ------------------------------- | -- | -- | ----- | ---- |
| Rays de Tampa Bay               | 97 | 65 | 0.599 | --   |
| Red Sox de Boston               | 95 | 67 | 0.586 | 2.0  |
| Yankees de New York             | 89 | 73 | 0.549 | 8.0  |
| Blue Jays de Toronto            | 86 | 76 | 0.531 | 11.0 |
| Orioles de Baltimore            | 68 | 93 | 0.422 | 28.5 |

## Statistiques individuelles

### Batteurs
Note: J = matches joués, AB = passage au bâton, H = coup sûr, Avg. = moyenne au bâton, HR = coup de circuit, RBI = point produit
| Joueur | J | AB | H | Avg. | HR | RBI |
| ------ | - | -- | - | ---- | -- | --- |

### Lanceurs partants
Note: J = matches joués, IP = manches lancées, V = victoires, D = défaites, ERA = moyenne de points mérités, SO = retraits sur prises
| Joueur | J | IP | V | D | ERA | SO |
| ------ | - | -- | - | - | --- | -- |

### Lanceurs de relève
Note: J = matches joués, SV = sauvetages, V = victoires, D = défaites, ERA = moyenne de points mérités, SO = retraits sur prises
| Joueur | J | SV | V | D | ERA | SO |
| ------ | - | -- | - | - | --- | -- |